# Mintraching
Mintraching (nordbairisch Minikin) ist eine Gemeinde im Oberpfälzer Landkreis Regensburg in Bayern.

## Geografie

### Lage
Der Ort Mintraching liegt etwa 17 km südöstlich von Regensburg. Einst lag der Ort der Mitten in der Mintrachinger Au, einem Feuchtgebiet der Pfatter. Noch heute ist die Erde um Mintraching besonders schwarz, was auf einen feuchte Gegend hindeutet.

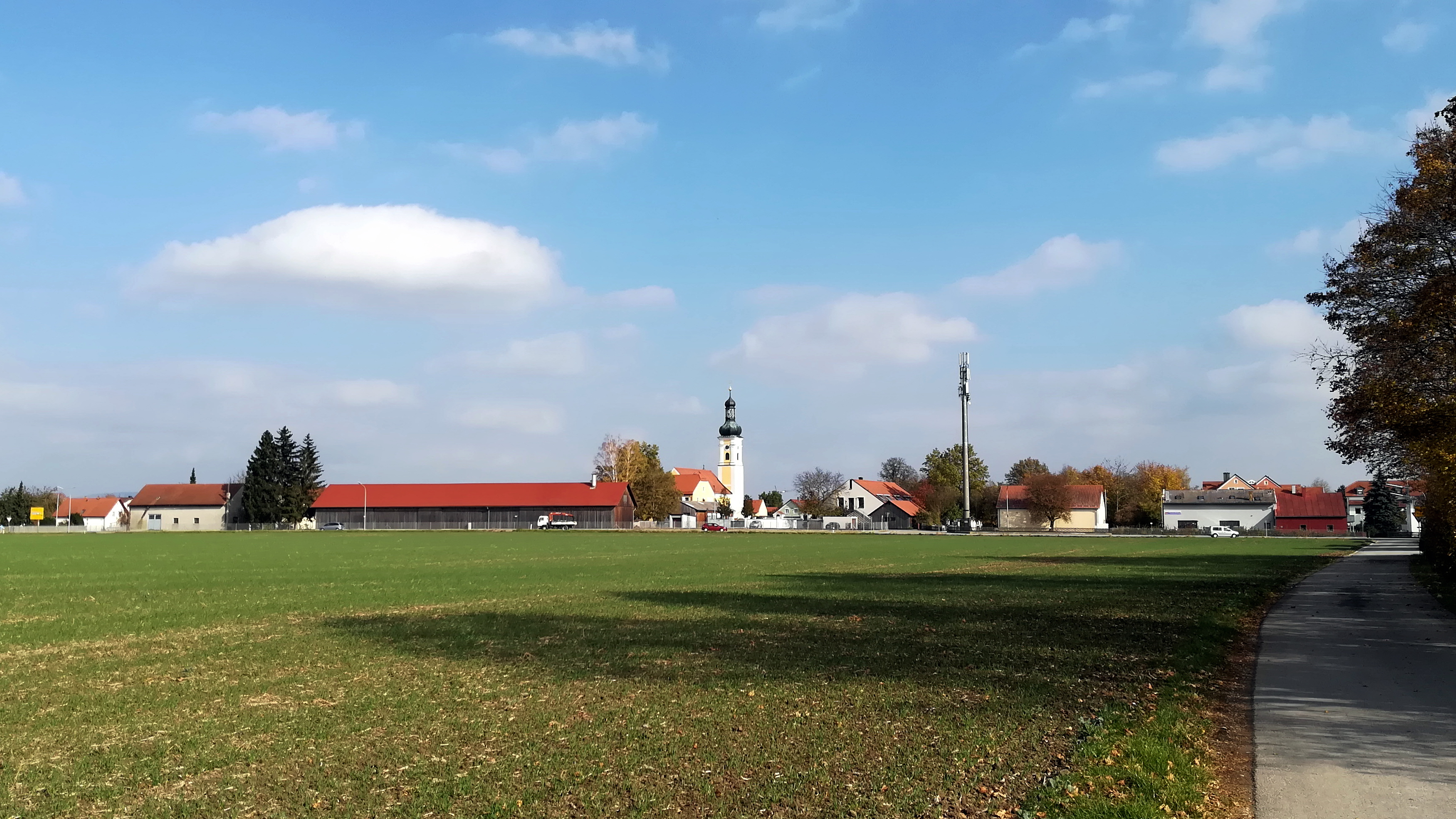
Ortsansicht von Mintraching

### Nachbargemeinden
An Mintraching grenzen (von Norden im Uhrzeigersinn):
Barbing, Pfatter, Riekofen, Aufhausen, Hagelstadt, Alteglofsheim, Köfering, Obertraubling und Neutraubling.

### Gemeindegliederung
Es gibt 26 Gemeindeteile (in Klammern ist der Siedlungstyp und die Einwohnerzahl angegeben):
- Allkofen (Weiler, 41)
- Auhof (Dorf, 152)
- Aukofen (Weiler, 6)
- Flickermühle (Einöde, 2)
- Gengkofen (Weiler, 82)
- Haidau (Einöde, 9)
- Herzogmühle (Einöde, 6)
- Jägerhaus (Einöde, 9)
- Kleingilla (Weiler, 10)
- Mangolding (Kirchdorf, 408)
- Mintraching (Pfarrdorf, 2223)
- Moosham (Pfarrdorf, 751)
- Neuallkofen (Siedlung, 176)
- Neusengkofen (Einöde)
- Osten (Einöde, 1)
- Rempelkofen (Einöde, 9)
- Roith (Dorf, 88)
- Rosenhof (Kirchdorf, 233)
- Sankt Gilla (Einöde, 10)
- Scheuer (Pfarrdorf, 438)
- Scheuermühl (Einöde, 3)
- Schwaighof (Weiler, 13)
- Sengkofen (Kirchdorf, 257)
- Siffkofen (Weiler, 16)
- Tiefbrunn (Kirchdorf, 65)
- Wolfskofen (Pfarrdorf, 210)

Jägerhaus, Kleingilla, Neuallkofen und Neusengkofen wurden erst in der Zeit nach dem 1. Mai 1978 und vor dem 25. Mai 1987 zu amtlich benannten Gemeindeteilen.
Es gibt die Gemarkungen Mangolding, Mintraching, Moosham, Rosenhof, Scheuer, Sengkofen und Tiefbrunn.

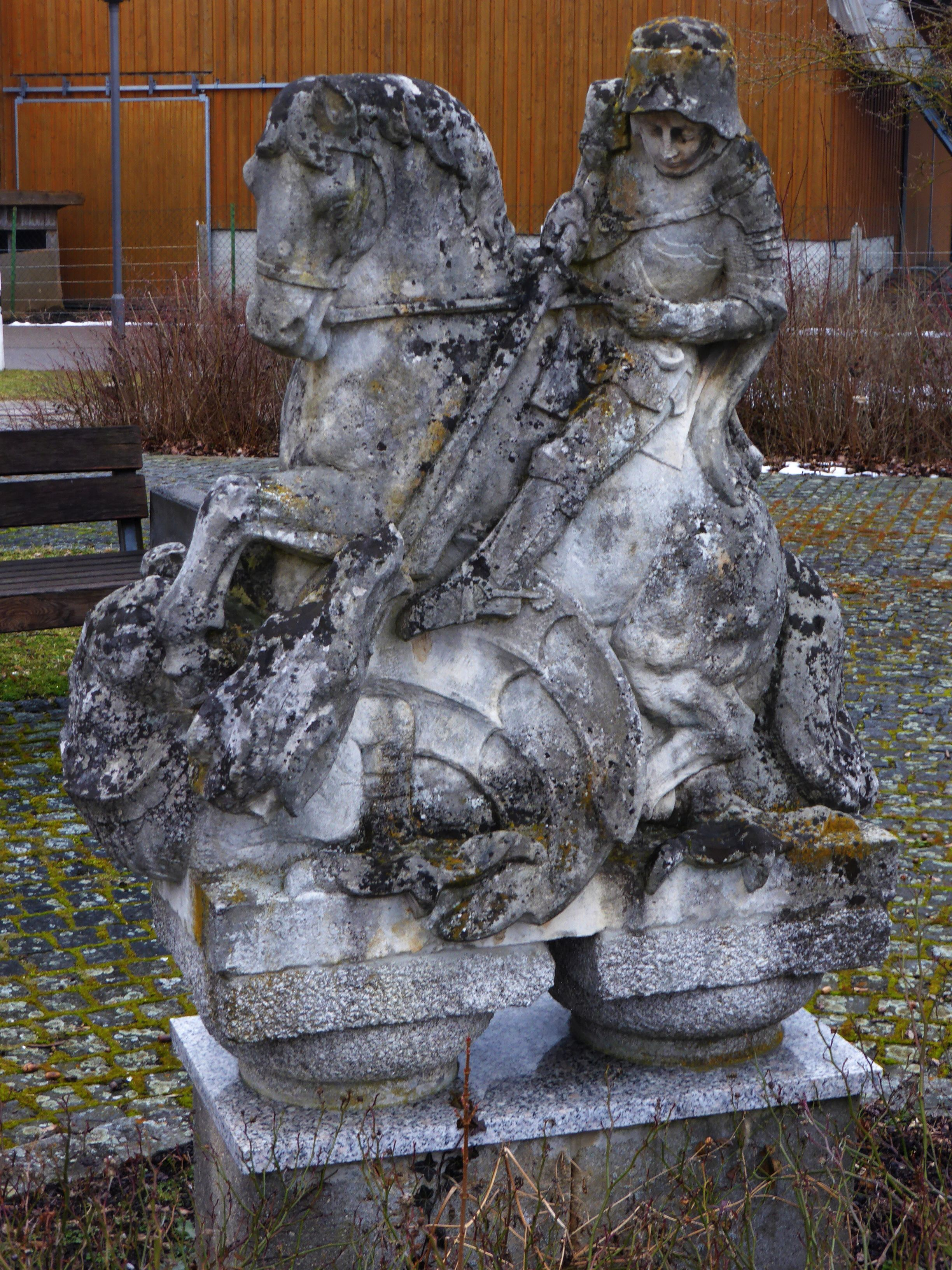
Figur des hl. Georg auf dem Rathausplatz in Mintraching

## Geschichte

### Eingemeindungen
Mintraching wurde 768 erstmalig als Villa Munttrahinga erwähnt. Nach der Einteilung des Herzogtums Niederbayern in Ämter wurde Mintraching 1255 zum Amt ernannt, obwohl davon auszugehen ist, dass zu dieser Zeit noch keine Burg in Mintraching existierte. Dieses Amt entwickelte sich zum Landgericht Haidau weiter, das seinen offiziellen Sitz auf der Burg Haidau in Mangolding hatte, die Gerichtssitzungen wurden aber dennoch im
Unteren Schloss Mintraching abgehalten. Nachdem dieses Schloss im 18. Jahrhundert verfallen war, wurde der Gerichtssitz ins Schloss Pfatter verlegt. Neben den bayerischen Herzögen waren die Lerchenfelder und das Stift Niederalteich Grundbesitzer im Ort. Im Zuge der Gebietsreform in Bayern wurden am 1. Mai 1978 die Gemeinden Mangolding, Moosham (mit dem im Jahr 1946 eingemeindeten Ort Tiefbrunn) und Sengkofen sowie Gebietsteile der Gemeinden Köfering (Scheuer, Scheuermühl) und Rosenhof eingegliedert.

### Einwohnerentwicklung
Zwischen 1988 und 2018 wuchs die Gemeinde von 3591 auf 4823 um 1232 Einwohner bzw. um 34,3 %.

## Dialekt
In Mintraching wird ein umfangreicher Mischdialekt aus mittelbayrischem und nordbayrischem Dialekt gesprochen, wobei die Mintrachinger nicht wie das restliche südliche Regensburger Umland, laut Josef Fendl, zum Mittelbayrischen, sondern zum Nordbayrischen tendieren und dadurch der Zwielaut ou sehr stark ausgeprägt ist.

## Religion
Mit 78,2 % oder in absoluten Zahlen 3691 Einwohnern stellt die römisch-katholische Kirche die größte Religionsgemeinschaft in der Gemeinde Mintraching dar. Im Ort Mintraching selbst ist der römisch-katholische Glaube mit 90,4 % im Jahre 2022 (absolute Zahlen: 1906 von 2109 Einwohnern) noch stärker vertreten. Die nächstgrößere Religionsgemeinschaft sind mit 6,8 % der Einwohner, so die Statistik von Citypopulation, die Angehörigen der Evangelisch-lutherischen Kirche, die der Pfarrei Neutraubling angehören.

## Politik
- CSU: 5
- SPD: 4
- WV M/S/T: 3
- FWG M/R: 2
- FWG M/S: 2

### Gemeinderat
Bei der Kommunalwahl am 15. März 2020 haben von den 3904 stimmberechtigten Einwohnern in der Gemeinde Mintraching 2640 von ihrem Wahlrecht Gebrauch gemacht, womit die Wahlbeteiligung bei 67,62 % lag.

### Bürgermeister
Erste Bürgermeisterin ist seit dem 1. Mai 2014 Angelika Ritt-Frank (SPD). Bei den Kommunalwahlen vom 15. März 2020 wurde sie mit 69,43 % der Stimmen wiedergewählt.
| Zeitraum       | Name                | Partei/Wählergruppierung |
| -------------- | ------------------- | ------------------------ |
| 2008 bis 2014  | Kurt Senft          | FW                       |
| ab 1. Mai 2014 | Angelika Ritt-Frank | SPD                      |

### Wappen
| Wappen der Gemeinde Mintraching | Blasonierung: „Schild gespalten von Gold und Rot, vorn ein grüner Dreiberg im Schildfuß, hinten ein silberner Schrägbalken.“ |
| Wappen der Gemeinde Mintraching | Wappenbegründung: Das Wappen setzt sich aus den zwei Wappen der ehemaligen Grundherren von Mintraching zusammen. Das Hochstiftswappen, ein silberner Schrägbalken im roten Feld, leitet sich vom Bischof Sigirich von Regensburg ab und der grüne Dreiberg im goldenen Feld der Benediktiner von der Abtei Niederalteich. Das Wappen wird seit 1953 geführt. |

## Kultur und Sehenswürdigkeiten

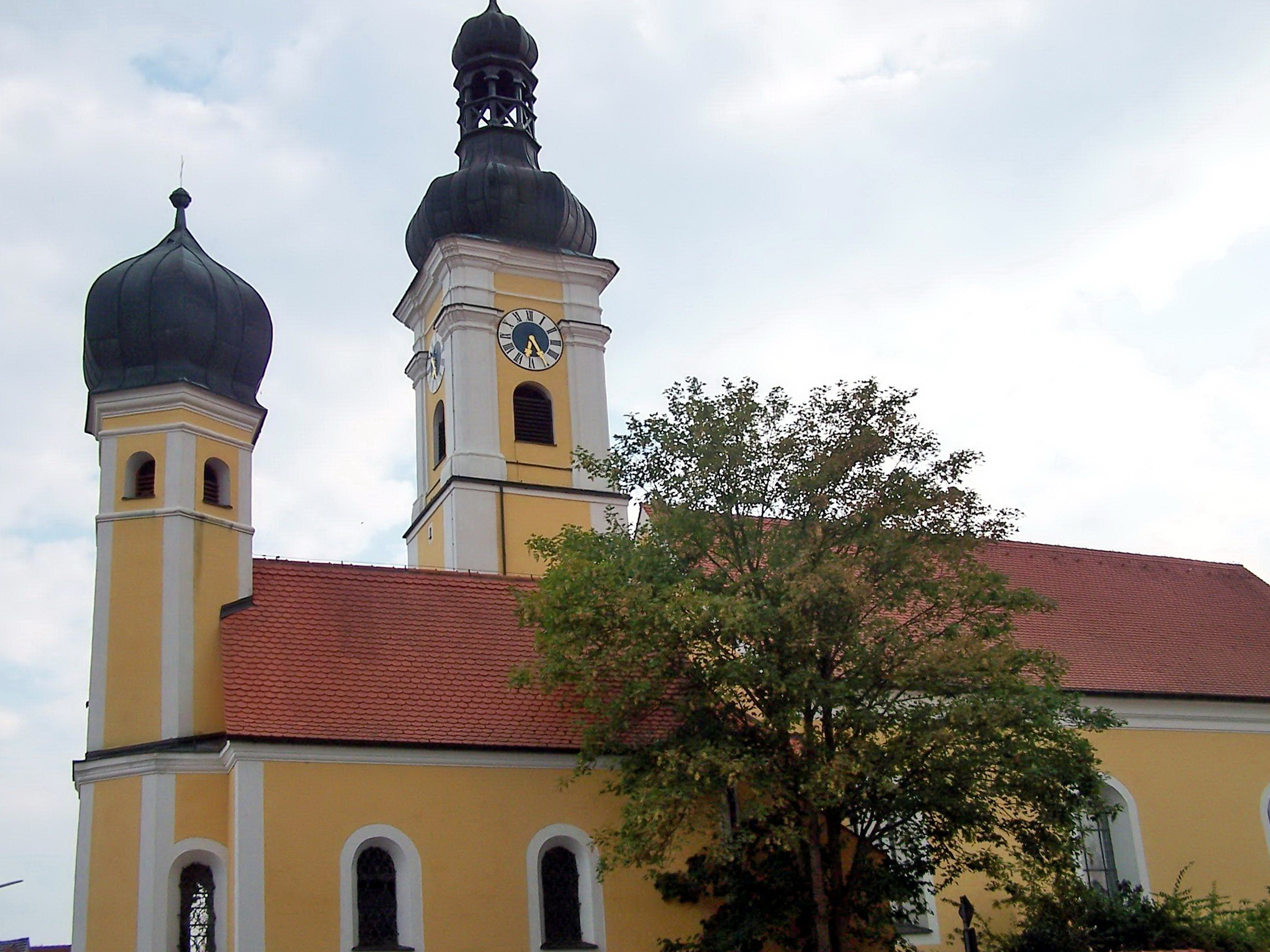
St. Mauritius in Mintraching

### Kirchen
- Die Ortsmitte Mintraching wird durch die Pfarrkirche St. Mauritius (erbaut Ende des 17. Jahrhunderts) und die Kapelle St. Leonhard (erbaut im Pestjahr 1713) geprägt. Die Pfarrkirche aus dem 18. Jahrhundert besitzt eine klassizistische Ausstattung (Seitenaltäre von 1730) und eine Spiegeldecke. Neben dem Hochaltar jüngeren Datums stehen die Figuren des Heiligen Johannes Nepomuk und des Heiligen Franz Xaver aus der Barockzeit. Bemerkenswert sind auch die Holzfiguren aus dem 18. Jahrhundert. 1922 schuf der Maler Josef Wittmann einen Freskenzyklus.
- Im Pfingstwinkel nahe dem Ort befindet sich ein Pestgrab mit 43 Toten aus dem Pestjahr 1713.
- Die Wallfahrtskirche St. Maria in Scheuer aus der Zeit der Gotik besitzt eine Ausstattung aus Barock- und Rokokozeit.

### Seen und Weiher
- Almer Weiher
- Baggersee Sankt Gilla
- Roither See

### Burgen und Schlösser
- Burgstall Haidau
- Schloss Moosham
- Schloss Sankt Gilla
- Schloss Rosenhof
- Unteres Schloss Mintraching
- Oberes Schloss Mintraching

### Bodendenkmäler
- Alte Schwedenschanze

### Verkehr

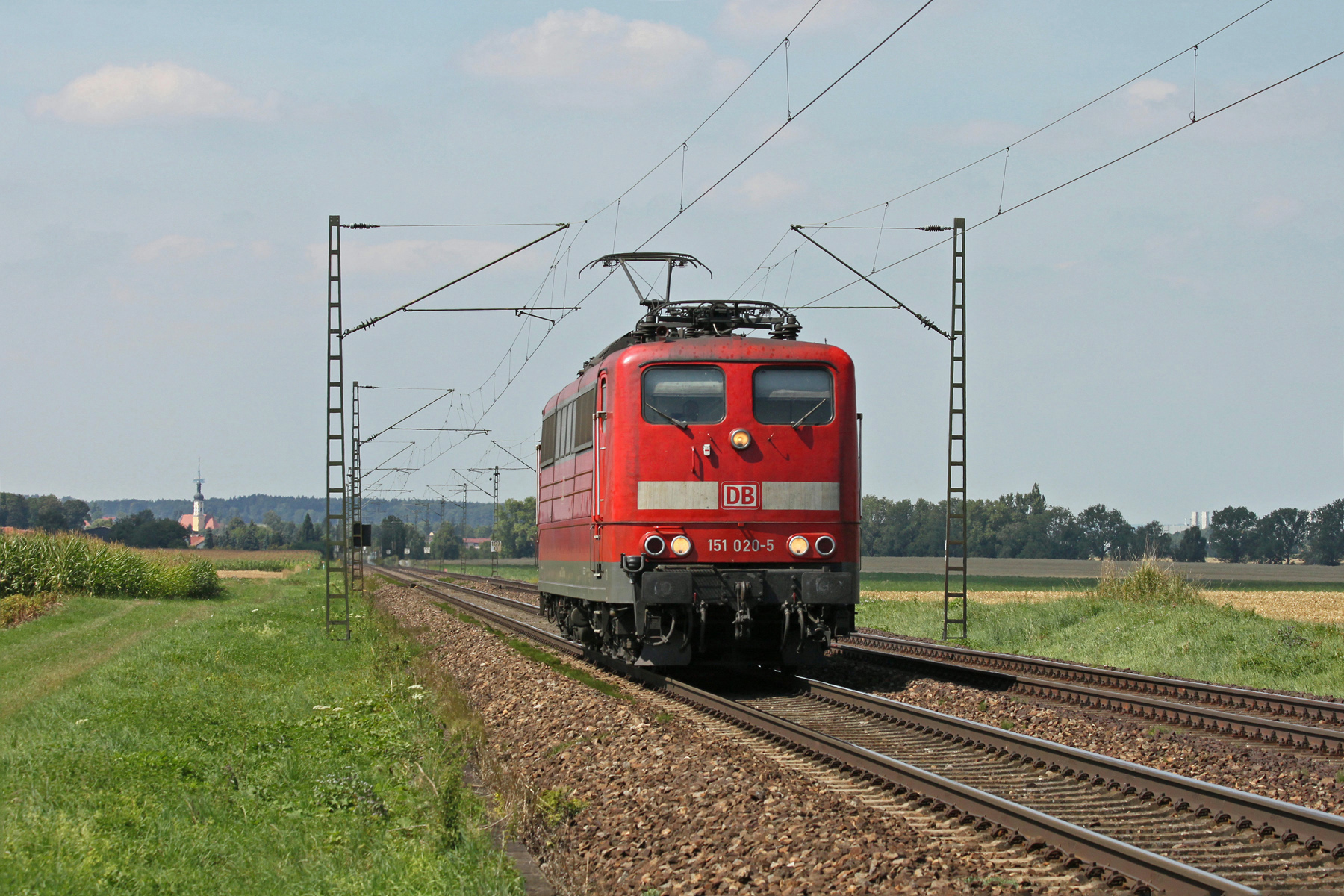
Bahnlinie bei Mangolding

Der Bahnhof Mangolding liegt an der Bahnstrecke Regensburg–Passau. Er ist ein reiner Betriebsbahnhof: Die Züge halten nicht zum Ein- und Aussteigen.

## Personen

### Söhne und Töchter der Gemeinde
- Wendelin Zink (1777–1840), römisch-katholischer Priester
- Franz Xaver (Pater Willibald) Freymüller (1807–1890), Direktor des Gymnasiums in Kloster Metten
- Georg (Pater Moritz) Schrauf (1891–1974), Leiter der Landwirtschaftsschule in der Erzabtei St. Ottilien

### Persönlichkeiten, die vor Ort gewirkt haben
- Johann Evangelist Brückl (1812–1882), Landwirt, Bierbrauer und Mitglied des Deutschen Reichstags